# Kamil Damašek
Kamil Damašek (* 22. září 1973 v Žatci) je bývalý český atlet, desetibojař.

## Kariéra
Na začátku 90. let 20. století reprezentoval v juniorských kategoriích, na Univerziádě v americkém Buffalu v roce 1993 skončil šestý výkonem 7392 bodů. Účastnil se například také LOH 1996 v Atlantě, kde v památném závodě skončil s výkonem 8229 bodů na 16. místě. O rok později získal stříbrnou medaili na Univerziádě v italské Katánie. V aktivní sportovní kariéře startoval za Duklu Praha, jeho osobním rekordem v desetiboji je výkon 8256 bodů z roku 1996. V halovém sedmiboji je jeho osobním rekordem výkon 6182 bodů z roku 1997.

## Tragická nehoda
Dne 23. října 1997 došlo při soustředění atletů ve Vysokých Tatrách k nehodě automobilu, kterým jel desetibojař Damašek a dva další atleti. Jako jediný z trojice nehodu přežil, ale utrpená fyzická i psychická újma mu zabránila v dalším zlepšování. Přesto ještě několik let závodil a v roce 1998 mu chyběly jen dvě vteřiny v závěrečném běhu na 1500 metrů k získání titulu mistra republiky.